# Morta av Litauen
Morta, död 1263, var storfurstinna av Litauen. Hon var gift med Litauens storfurste Mindaugas.
Hennes liv beskrivs i Livländska rimkrönikan. Hon ska ha tillfångatagits av Mindaugas, som dödade hennes make och sedan gifte sig med henne. Hon ska ha fungerat som sina makes politiska rådgivare. Hon konverterade till kristendomen liksom sin make. När maken återgick till hedendomen, ska hon ha ingripit till förmån för de kristna. 